# Ken Tralnberg
Ken Tralnberg, född den 17 juli 1956 i Prince Albert, Kanada, är en kanadensisk curlingspelare.
Han tog OS-silver i herrarnas curlingturnering i samband med de olympiska curlingtävlingarna 2002 i Salt Lake City.